# Rodolfo Esteban Cardoso
Rodolfo Esteban Cardoso, né le 17 octobre 1968 à Azul (Argentine), est un footballeur argentin, évoluant au poste de milieu de terrain. Au cours de sa carrière, il évolue à l'Estudiantes, au FC Hombourg, au SC Fribourg, au Werder Brême, au Hambourg SV et à Boca Juniors ainsi qu'en équipe d'Argentine.
Cardoso marque un but lors de ses sept sélections avec l'équipe d'Argentine entre 1995 et 1998. Il participe à la Copa América en 1997 avec l'équipe d'Argentine.

## Biographie
Évoluant au poste de milieu de terrain, Cardoso fait partie de l'équipe d'Argentine qui dispute la Copa América en 1997. Il compte sept sélections pour un but entre 1995 et 1998.

## Carrière de joueur
- 1987-1989 :  Estudiantes
- 1989-1993 :  Hombourg
- 1993-1995 :  SC Fribourg
- 1995-1996 :  Werder Brême
- 1997 :  Hambourg SV
- 1998 :  Boca Juniors
- 1998-1999 :  Estudiantes
- 1999-2004 :  Hambourg SV[2]

### Palmarès

#### En équipe nationale
- 7 sélections et 1 but avec l'équipe d'Argentine entre 1995 et 1998

#### Avec le Hambourg SV
- Vainqueur de la Coupe de la Ligue d'Allemagne en 2003